# Морозов, Владимир Александрович (радиотехник)
Владимир Александрович Морозов (1932 — ?) — российский учёный в области радиотехники, лауреат Ленинской премии.

## Биография
Родился 28 октября 1932 года.
Окончил Московский энергетический институт (1955).
С 1956 года работал в Институте радиотехники и электроники АН СССР (РАН) (ИРЭАН).
Кандидат технических наук (1964).
Публикации:
- В. А. Котельников, В. М. Дубровин, М. Д. Кислик, Е. Б. Коренберг, В. П. Минашин, В. А. Морозов, Н. И. Никитский, Г. М. Петров, О. Н. Ржига, А. М. Шаховской, «Радиолокационное наблюдение Венеры», Докл. АН СССР, 145:5 (1962), 1035—1038
- В. А. Морозов, З. Г. Трунова, Анализатор слабых сигналов, использовавшийся при радиолокации Венеры в 1961 г., Радиотехника и электроника,. 1962, 7 , 11
- Радиолокация планеты Меркурий. В. А. Котельников, Г. Я. Гуськов, В. М. Дубровин, Б. А. Дубинский,М. Д. Кислик, Е. Б. Коренберг, В. П. Минашин, В. А. Морозов,Н. И. Никитский, Г. М. Петров,Г. А. Подопригора, О. Н. Ржига, А. В. Францессон, А. М. Шаховской. Доклады Академии наук СССР, 1962. Том 147, No 6
- В. И. Бунимович, В. А. Морозов, О приеме слабых сигналов методом бинарного накопления, Радиотехника и электроника, 1962, 7, 11, 1873.

Последняя публикация датирована маем 2002 года.

## Звания и награды
Ленинская премия (1964) — за участие в радиолокационных исследованиях планет Венера, Меркурий и Марс.